# Veleliby (nádraží)
Veleliby jsou železniční stanice ve východní části obce Veleliby, součásti obce Dvory, v okrese Nymburk v Středočeském kraji nedaleko potoka Klobuš. Leží na neelektrizovaných jednokolejných tratích Nymburk–Jičín a Nymburk – Mladá Boleslav.

## Historie
Stanice byla otevřena 15. října 1870 na trati z Nymburka do Mladé Boleslavi jako součást odbočné trati Rakouské severozápadní dráhy (ÖNWB) primárně spojující Vídeň a Berlín, autorem univerzalizované podoby stanic pro celou dráhu byl architekt Carl Schlimp. V Mladé Boleslavi se trať dále napojila na již existující železnici společnosti Turnovsko-kralupsko-pražská dráha (TKPE) do Turnova. Z hospodářské podstaty regionu sloužily zde ležící tratě především k nákladní obsluze cukrovarského průmyslu.
15. listopadu 1881 byla otevřena trať vlastněná společností České obchodní dráhy (BCB) propojující Veleliby na trase do Křince, kde navázala na odbočnou dráhu z Chlumce nad Cidlinou do Jičína v majetku společnosti (ÖNWB). Vznikla zde nová výpravní budova dle typizovaného stavebního vzoru. Následujícího roku byla trať prodloužena dále do Městce Králové, roku 1883 se trať dále napojila do stanice Nymburk město a Poříčany. Vystavěno zde bylo také nákladové nádraží a lokomotivní vodárna.
Po zestátnění ÖNWB i BCB v roce 1908 pak obsluhovala stanici jedna společnost, Císařsko-královské státní dráhy (kkStB), po roce 1918 pak správu přebraly Československé státní dráhy.

## Popis
Nachází se zde čtyři nekrytá jednostranná nástupiště, k příchodu na nástupiště slouží přechody přes koleje. Z nádraží vychází vlečka směrem k obci.